# Gianfranco Gallone
Gianfranco Gallone (Ceglie Messapica, 20 de abril de 1963) é um arcebispo católico italiano, titular da diocese de Mottola e núncio apostólico no Uruguai desde 3 de janeiro de 2023.

## Biografia
Gianfranco Gallone recebeu o Sacramento da Ordem para a Diocese de Oria em 3 de setembro de 1988 por Dom Armando Franco.
Após a sua ordenação, obteve a licenciatura em direito canónico e a licenciatura em liturgia. Em 19 de junho de 2000 ingressou no serviço diplomático da Santa Sé. Trabalhou nas nunciaturas de Moçambique, Israel, Eslováquia, Índia e Suécia, bem como na Secretaria de Estado da Santa Sé na seção de relações com os Estados, mais recentemente com o posto de conselheiro de nunciatura.
Em 2 de fevereiro de 2019, o Papa Francisco o nomeou Arcebispo Titular de Motula e Núncio Apostólico na Zâmbia. O cardeal secretário de Estado Pietro Parolin o consagrou bispo em 19 de março do mesmo ano. Os co-consagradores foram o Cardeal Prefeito da Congregação para a Evangelização dos Povos, Fernando Filoni, e o Bispo de Oria, Vincenzo Pisanello.
Em 8 de maio de 2019, também foi nomeado Núncio Apostólico no Malawi.
Em 3 de janeiro de 2023, o mesmo papa o nomeou núncio apostólico no Uruguai.